# Zorra (peixe)
Zorra é o nome comum, dado em Portugal, à espécie de peixe Alopias vulpinus.